# 게리 버고프
게리 버고프(Gary Burghoff, 1943년 5월 24일 ~ )는 미국의 배우이다.

## 출연 작품

### 영화
- 산타 옷을 입은 사나이 (1978, The Man in the Santa Claus Suit)
- 메모리즈 오브 M*A*S*H (1991, Memories of M*A*S*H)

### 텔레비전
- 매시 (1972-79)
- 꿈꾸는 낙원 (1978-80)
- 사랑의 유람선 (1981)